# Weilheim in Oberbayern
Weilheim in Oberbayern è un comune tedesco di 21 865 abitanti, situato nel land della Baviera.